# معدن گچ قره قوچی
معدن گچ قره قوچی یک منطقهٔ مسکونی در ایران است که در دهستان فیروزه واقع شده‌است.